# بارس (مقاطعة ساسانية)
بارس (بالبهلوية: 𐭯𐭠𐭫𐭮𐭩 بارس)، كانت مقاطعة ساسانية في أواخر العصور القديمة، والتي كانت تتوافق تقريبًا مع محافظة فارس الحالية. كانت هذه المحافظة تحدها من الغرب خوزستان، ومن الشرق كرمان، ومن الشمال سباهان، ومن الجنوب مازون.

## الاسم
الاسم الفارسي "بارس" مشتق من بارسا (𐎱𐎠𐎼𐎿)، باللغة الفارسية القديمة. الاسم الإنجليزي Persia والاسم اليوناني Persis مشتق من هذه المنطقة.

## التقسيمات الإدارية

### أردشير-خوار
تأسست مدينة أردشير خوار على يد أول ملك ساساني وهو أردشير الأول (حكم من عام 224 إلى عام 242)، والذي جعل من مدينة غور عاصمة له.
كانت تشكل التقسيم الإداري الجنوبي الغربي لبارس يتكون من ريف جبلي في جبال زاغروس الجنوبية - معظم الأراضي التي سكنتها فيما بعد قبيلة قشقاي؛ وبسبب تضاريسها الجبلية ودرجة حرارتها الشديدة، اعتبرها الجغرافيون "سردسير" (منطقة باردة). ومع ذلك، اعتبر الجغرافيون جبال زاغروس والسهل الساحلي على طول الخليج العربي بمثابة منطقة ساخنة. في وسط مدينة غور الدائرية، كان هناك مبنى يشبه البرج يسمى تيربال. علاوة على ذلك، كان هناك أيضًا معبد نار يقال إن المؤرخ العربي المسعودي في القرن العاشر زاره.

### إصطخر
كانت إصطخر بمثابة مركز إداري وديني في عهد الإمبراطورية الساسانية، وهو ما كانت عليه منذ العصر الأخميني. وكان معبد النار أناهيد "القلب الأيديولوجي للإمبراطورية". وكان أيضًا موطن الساسانيين.

### داراب
داراب كانت مدينة تأسست خلال العصر البارثي، وتحولت إلى قسم إداري على يد أردشير الأول بعد أن غزاها.

### شابور-خوار
تأسست مدينة شابور-خوار على يد الملك الساساني الثاني سابور الأول (حكم من 240 إلى 270).

### أراجان
كانت أراجان والمعروفة أيضًا باسم وه-آز-آميد-كافاد، تقسيمًا إداريًا متأخرًا أسسه قباذ الأول (حكم من 498 إلى 531) في أوائل القرن السادس، والذي ضم جزءًا صغيرًا من خوزستان إليه.

## التاريخ

### التأسيس

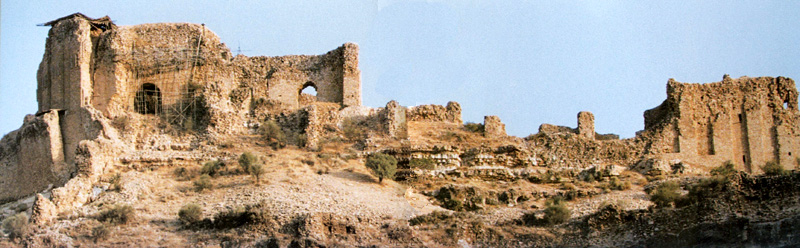
قلعة دختر قلعة بناها أردشير الأول في غور

بدأ غزو أردشير الأول لبارس في أوائل القرن الثاني الميلادي وانتهى في حوالي عام 223؛ قسمت المقاطعة في الأصل بين العديد من الحكام المحليين، الذين كانوا تابعين للإمبراطورية البارثية. بدأ غزو أردشير عندما خلف تيري في منصب قائد القلعة داراجرد. ومن هناك سار إلى مكان قريب هو جوبانان، حيث قتل ملكها، باسين. ثم توجه بعد ذلك إلى مكان اسمه كونوس وقتل ملكه مانوشهر. ثم قام بغزو لوروير وقتل ملكها دارا. في حوالي عام 205/6، حث أردشير والده بابك على الثورة وقتل جوزهر، الحاكم القوي لإصطخر؛ وتمكن بابك من القيام بذلك بنجاح، لكنه عين ابنه الآخر شابور وريثًا له، مما أثار غضب أردشير وجعله يحصن نفسه في مكان آخر في بارس، حيث أسس غور فيما بعد.
توفي بابك بعد سنوات قليلة، مما أعطى أردشير الفرصة للتمرد ضد شابور، الذي توفي في 211/2 بعد حادث. أمضى أردشير بقية السنوات التالية في قتال حكام محليين آخرين لفارس والمناطق المحيطة بها، مثل محراك الذي حكم أبرساس وجهرم. وبحلول عام 223، أصبح أردشير الملك بلا منازع لبارس، وفي العام التالي هزم وقتل آخر ملك بارثي، أرتابانوس الرابع.
خلال طفولة سابور الثاني (حكم من 309 إلى 379)، قام البدو العرب بعدة غارات على بارس، حيث قاموا بغزو غور والمناطق المحيطة بها. 

### الفتح الإسلامي لفارس

#### بوادر الفتح
بدأ الفتح الإسلامي لفارس لأول مرة في عام 638/9، غزا العلاء بن الحضرمي البحرين. ورغم أن العلاء وبقية العرب كانوا قد تلقوا أوامر بعدم غزو فارس أو الجزر المحيطة بها، إلا أنه ورجاله واصلوا غاراتهم على الإقليم. وأعد العلاء جيشاً سريعاً، انقسم إلى ثلاث فرق، واحدة بقيادة الجارود بن المعلى، والثانية بقيادة السوار بن همام، والثالثة بقيادة خليد بن المنذر بن ساوى. وعندما دخلت المجموعة الأولى فارس، هُزمت سريعًا وقُتل الجارود.
وسرعان ما حدث الشيء نفسه للمجموعة الثانية. ومع ذلك، فقد ثبت أن الأمور كانت أكثر حظًا مع المجموعة الثالثة؛ حيث تمكن خليد من إبقائهم تحت السيطرة، لكنه لم يتمكن من الانسحاب إلى البحرين بسبب قيام الساسانيين بسد طريقه عبر البحر. وعندما علم عمر بغزو العلاء لفارس، أمر باستبداله بسعد بن أبي وقاص حاكماً على البحرين. ثم أمر عمر عتبة بن غزوان بإرسال تعزيزات إلى خليد. وعندما وصلت التعزيزات، نجح خليد وبعض رجاله في الانسحاب بنجاح إلى البحرين، بينما انسحب الباقون إلى البصرة.

#### الفتح الإسلامي
في حوالي عام 1850 643م فتح عثمان بن أبي العاص بيشابور، وأقام معاهدة سلام مع سكان المدينة. وفي عام 19/644، هاجم العلاء فارس مرة أخرى من البحرين، ووصل إلى إصطخر، حتى صده حاكم فارس المرزبان شهرج. وبعد فترة من الوقت، تمكن عثمان بن أبي العاص من إنشاء قاعدة عسكرية في تواج، وسرعان ما هزم وقتل شهرج بالقرب من روشهر. وأرسل عثمان بن أبي العاص هرمز بن حيان العبدي، بعد فترة وجيزة، لمهاجمة حصن يُعرف باسم سينيز على ساحل فارس. بعد تولي عثمان بن عفان الخلافة الراشدة في 11 نوفمبر، أعلن سكان بيشابور تحت قيادة شقيق شهرج التمرد، لكنهم هُزموا. ومع ذلك فإن تاريخ هذه الثورة لا يزال محل نزاع، حيث يذكر المؤرخ البلاذري أنها حدثت في عام 646.
في عام 648، أجبر عبد الله بن الأشعري حاكم إصطخر، ماهاك، على تسليم المدينة. ولكن هذا لم يكن الفتح النهائي لإصطخر، حيث ثار سكان المدينة فيما بعد في عام 649/50 بينما كان حاكمها المعين حديثًا، عبد الله بن عامر، يحاول الاستيلاء على غور. هُزم الحاكم العسكري للولاية عبيد الله بن معمر وقتل. في عام 650/1 ذهب الإمبراطور الساساني يزدجرد الثالث إلى إصطخر وحاول التخطيط للحرب ضد المسلمين، لكن استولى المسلمون بسرعة على غور وكازرون وسيراف، بينما فر يزدجرد الثالث إلى كرمان. وبذلك انتهت الفتح الإسلامي لفارس.

## الدِين

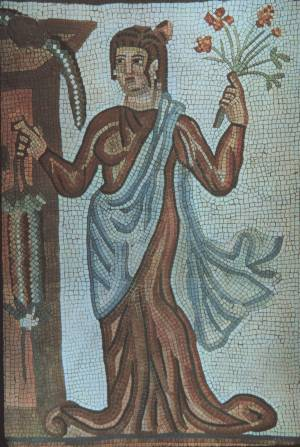
تفاصيل فسيفساء أرضية إيرانية رومانية من قصر شابور الأول في بيشابور.

كانت غالبية سكان فارس من الزرادشتيين، وهو ما تؤكده الأدلة اللغوية والتاريخية الموجودة في المنطقة، مثل طقوس الدفن التي عُثر عليها هناك، و"أن كتاب الأبستاق قد أُقرّ على أساس تقاليد فارس". كما عاشت جالية مسيحية كبيرة في فارس، نتيجةً لترحيل أعداد كبيرة من السكان من الإمبراطورية الرومانية إلى المقاطعة على يد سابور الأول.